# Taddeo Carlone

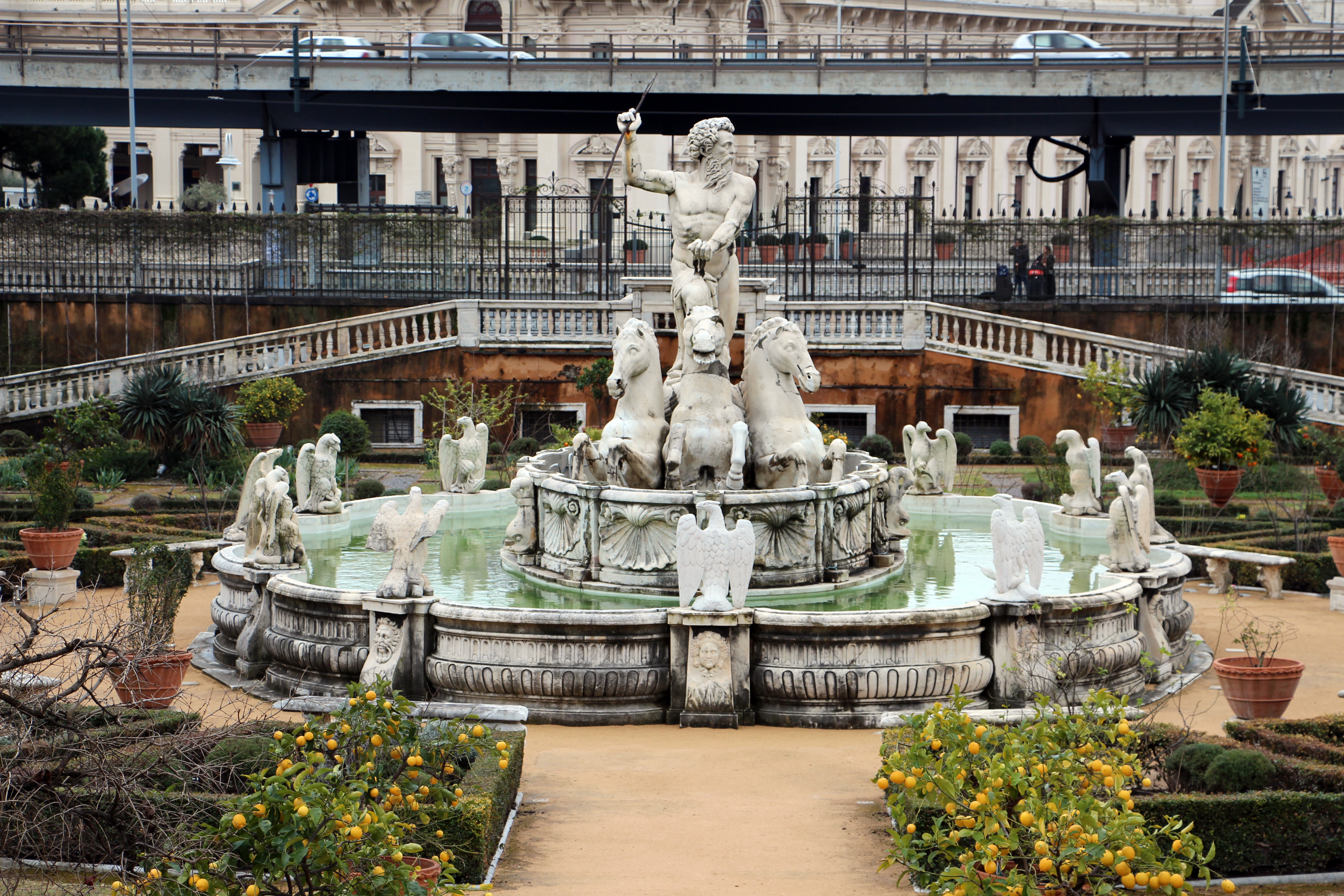
Taddeo e Giuseppe Carlone, Fontana del nettuno, 1599, palazzo Doria a Fassolo.

Taddeo Carlone (o Carloni) (Rovio, 1543 – Genova, 1615) è stato uno scultore e architetto svizzero di scuola tardo manierista genovese.

## Biografia
Scultore di origine ticinese, figlio dello scultore Giovanni Carloni, si trasferì con il padre e lo zio Battista a Genova. È stato a capo di una dinastia di pittori famosi. La sua famiglia era originaria di Rovio.
Dopo un viaggio di formazione a Roma, è documentato a Genova nel 1573, impegnato nella chiesa di Santa Maria della Cella a Sampierdarena nella costruzione dei monumenti funerari di Ceba Doria e di Gian Battista Doria. Fra le commissioni più prestigiose seguono la decorazione della facciata di palazzo Tursi, e le cappelle della distrutta chiesa di San Francesco di Castelletto.
Degli anni ottanta del Cinquecento sono il portale con i telamoni del palazzo Lercari  e i due busti marmorei dello stesso Franco Lercari e della moglie, statue di benefattori per il Banco di San Giorgio e per il Pammatone, e la Cappella dell'Immacolata Concezione per la Chiesa di San Pietro in Banchi.
Sul finire del secolo, titolare di una fiorente bottega con numerosi collaboratori, ottiene le commissioni di più alto prestigio della città, quali la decorazione della loggia dei Mercanti a Banchi, le decorazioni di Palazzo Tursi, la fontana di Nettuno per il giardino della Villa del Principe Andrea Doria a Fassolo e la statua di Giovanni Andrea Doria per la scala esterna di palazzo ducale, oggi distrutta.

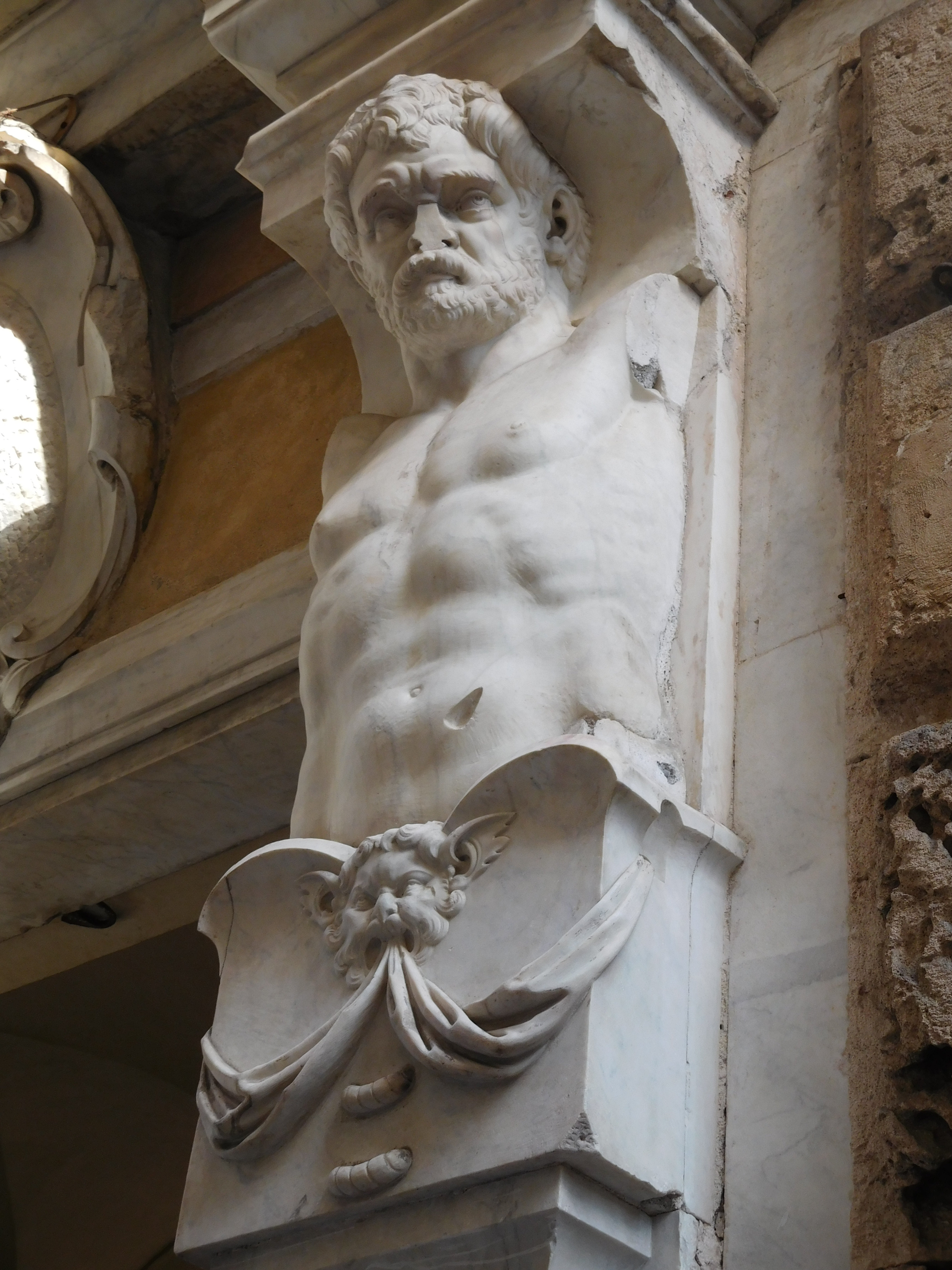
Palazzo di Franco Lercari, portale
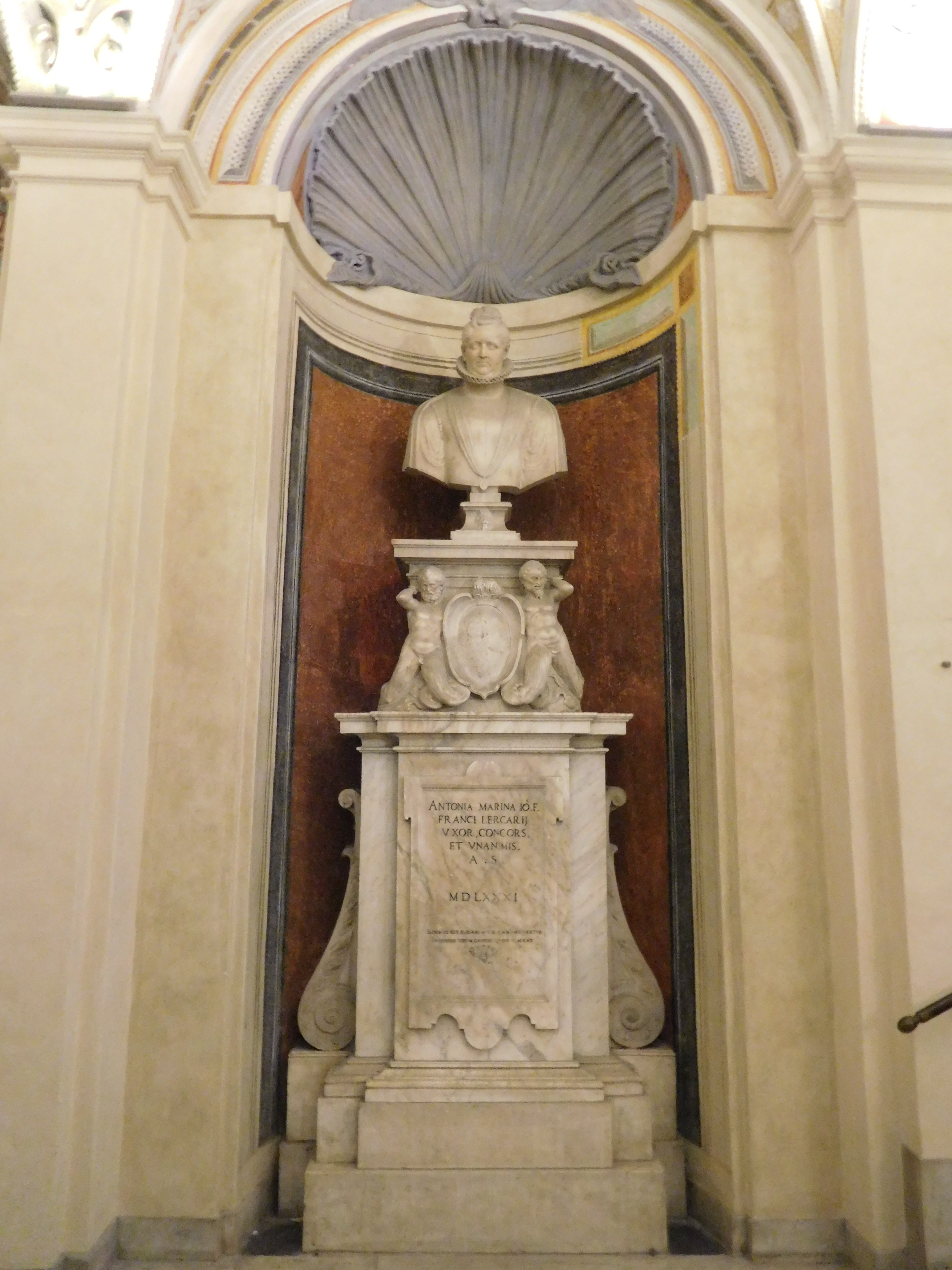
Busto di Antonia de Marini, 1581, palazzo di Franco Lercari
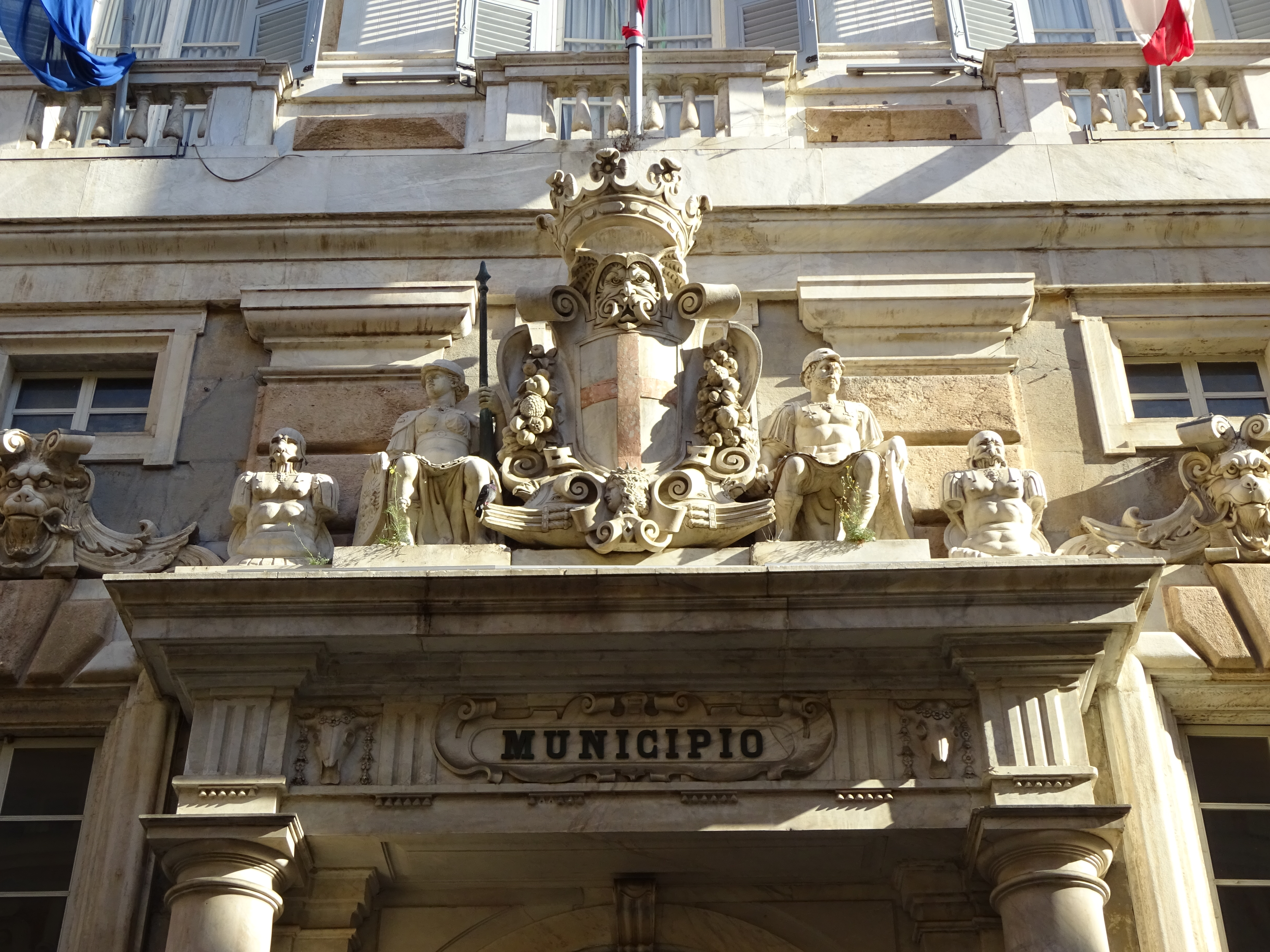
Palazzo Doria Tursi, portale d'ingresso
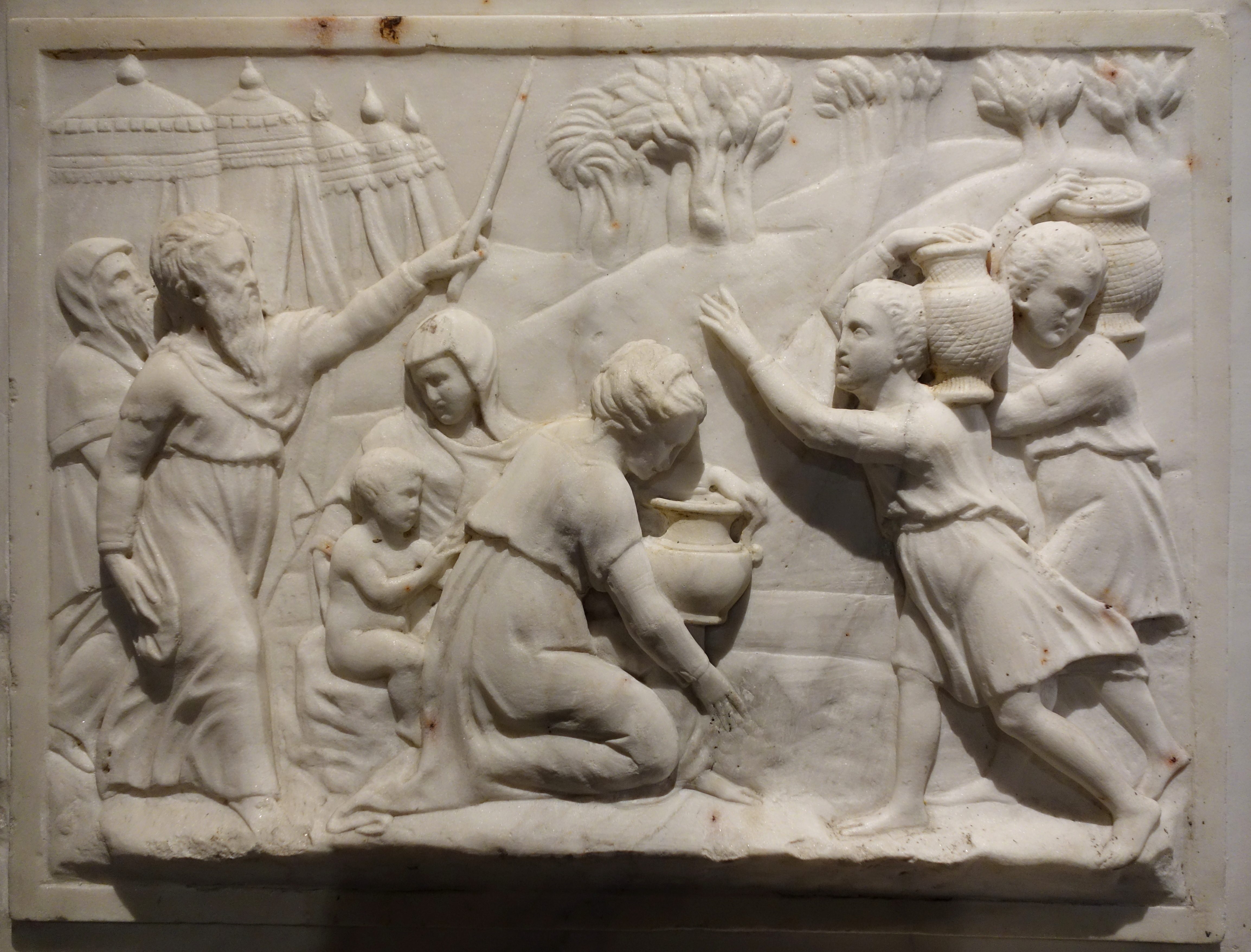
Taddeo Carlone (attr.), Mosè fa scaturire l'acqua dalla roccia, 1600
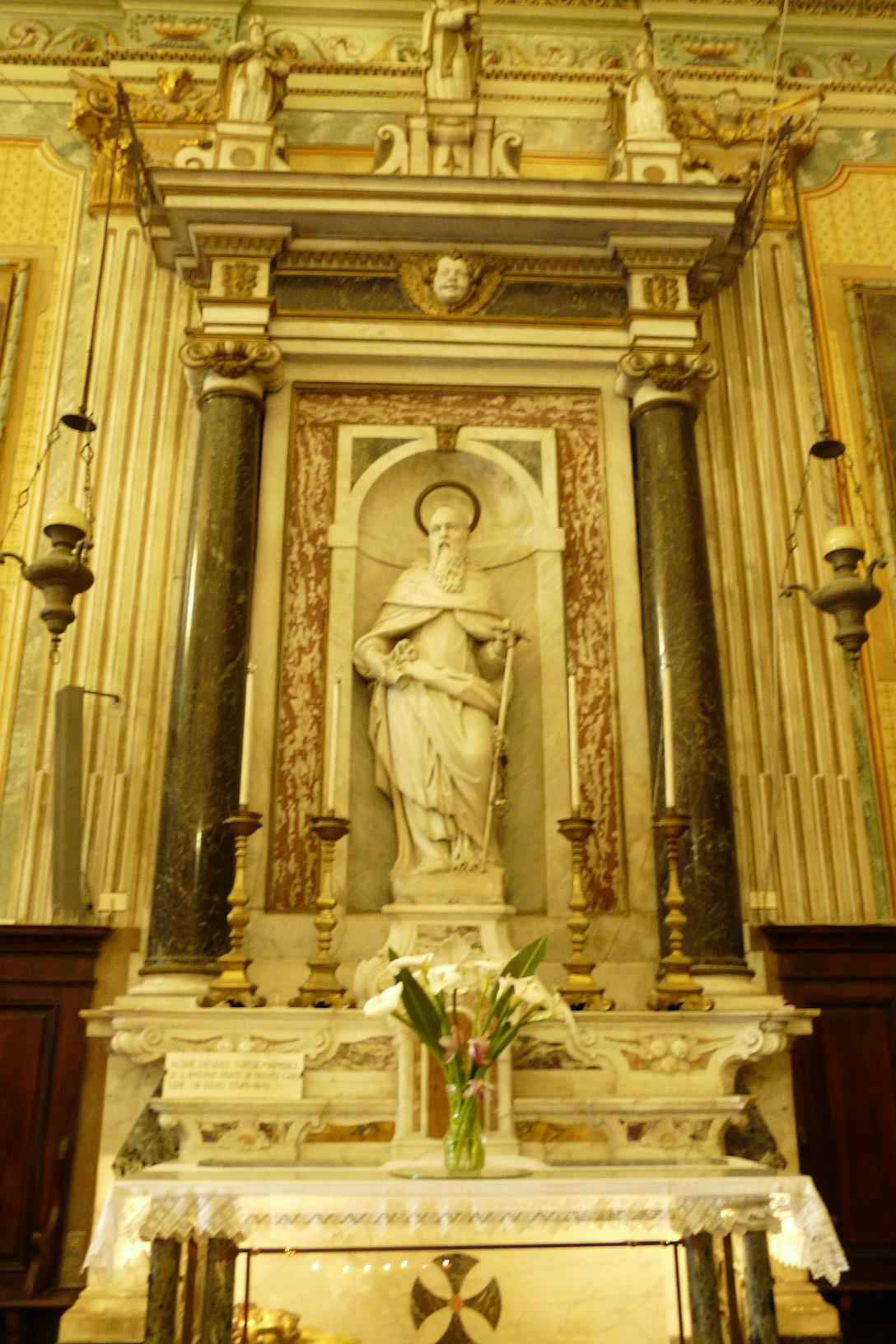
Sant'Antonio abate, Alassio, oratorio di santa Caterina

### Genealogia
Tra i varî gruppi familiari di lapicidi, apparteneva a quello dei Carlone di Rovio, da distinguersi dai Carlone di Scaria, questi ultimi più legati al commercio dei marmi, benché tra i due gruppi esistettero legami e contatti. I Carlone di Rovio in Genova erano quelli più dediti all'attività scultorea in senso stretto.
Il padre, Giovanni Carlone (di cui si ha notizia dal 1555 al 1574), ebbe due figli: Taddeo e Giuseppe (padre a sua volta dello scultore Bernardo Carlone - autore della statua della Madonna della Porta della Lanterna di Genova, demolita la quale venne trasportata al Molo Giano - e di Tommaso Carlone).
Anche Taddeo fu padre di vari Carlone, i più famosi dei quali furono i pittori Giovanni Carlone e Giovanni Battista, e nonno di Giovanni Andrea.
Ebbe bottega da scultore e con lui collaborarono i nipoti, figli del fratello Giuseppe. Sposò Geronima Verro, figlia di Pantaleone Verro, che apparteneva ad una facoltosa famiglia di Voltaggio, e che divenne madre dei suoi sette figli maschi; da lei partono vari legami tra i Carlone di Rovio e la zona dell'Oltregiogo genovese, tra Voltaggio e Gavi, dove la famiglia acquista proprietà (una località per questo prende il nome di Carlona) e uno dei figli di Taddeo, Francesco, sarà economo della chiesa di San Remigio a Cadepiaggio, frazione di Parodi Ligure (e varie opere pittoriche dei Carlone figli di Taddeo si trovano in zona). Tra i suoi allievi ebbe gli scultori Daniele Casella e Giovanni Battista Casella detto lo Scorticone, di Carona.
Taddeo morì dopo il 25 marzo 1615 (data del suo testamento) e venne sepolto nella chiesa di San Francesco di Castelletto.

## Opere principali
- 1574 - Genova-Sampierdarena, Chiesa parrocchiale di Santa Maria della Cella[5]:Tomba di Ceva Doria
- 1577 - Genova-Sampierdarena, Chiesa parrocchiale di Santa Maria della Cella: Tomba di Giovanni Battista Doria
- 1577 - San Sebastián, Museo municipale di San Telmo, i Sepolcri di Alonso de Idiàquez e di Garcia de Olazàbal
- 1578 - Genova, piazza Soziglia, fontana con sirena
- 1580 - Genova, Loggia della Mercanzia di piazza Banchi[6]: bassorilievi in marmo
- 1580 - Genova, Palazzo Antonio Doria in largo Eros Lanfranco, oggi Prefettura: portale
- 1581 - Genova, Palazzo Lercari-Parodi: portale di accesso e busti di Francesco Lercari e della moglie
- 1581 - Genova, Chiesa di San Pietro in Banchi[7], Cappella dell'Immacolata Concezione: Decorazione marmorea
- 1585-1587 - Loano, Palazzo Doria: due fontane
- 1585- Genova, Palazzo del Principe a Fassolo, Sala di Costantino: alcune fontane
- 1587 - Genova, Basilica di Santa Maria delle Vigne, Cappella del Crocifisso: Rivestimento marmoreo
- 1590 - Genova, Ospedale San Martino, Statua di Vincenzo Odone[8], in origine nello scomparso Ospedale degli Incurabili
- 1591- 1603 - Genova, Chiesa di Santa Maria di Castello, Cappella Odone: Rivestimento marmoreo e cinque statue di Santi
- 1592 - Genova-Voltri, Chiesa di Santa Maria delle Grazie: Tabernacolo marmoreo
- 1592-1593 - Genova, Chiesa di Santa Maria di Castello, Cappella a sinistra del presbiterio: rivestimento marmoreo
- 1594 - Genova, Cattedrale di San Lorenzo, Cappella di San Sebastiano: quattro statue
- 1595 - Genova, Basilica di San Siro, Cappella della Pietà: rivestimento marmoreo
- 1596-1598 - Genova, Palazzo Doria-Tursi: loggiati marmorei, balaustre e mascheroni
- 1599-1601 - Genova, Palazzo del Principe a Fassolo, giardino sud: Fontana del Nettuno
- 1600-1602 - Genova, Palazzo San Giorgio: Statua di Giuliano di Negro e Statua di Manfredo Centurione
- 1603 - Toirano, santuario rupestre Santa Lucia: statua della Santa
- 1605 - Genova, chiesa di Santo Stefano: statua di Santo Stefano
- 1608 - Genova, Chiesa di San Nicola da Tolentino: statua della Madonna della Misericordia
- 1609-1610 - Savona, Santuario di Nostra Signora della Misericordia: facciata della chiesa e alcune statue
- ? - Alassio, Oratorio di Santa Caterina d'Alessandria: statua di sant'Antonio abate
- 1615 - Genova, Palazzo Sinibaldo Fieschi detto anche De Ferrari Ravaschieri, facciata: mascheroni ghignanti